# 9485 Улуру
9485 Улуру (9485 Uluru) — астероїд головного поясу, відкритий 24 вересня 1960 року.
Тіссеранів параметр щодо Юпітера — 3,380.
Названо на честь Айєрс-Рок (мовою аборигенів — Улуру, у перекладі — священна) — великого овального масиву рожевих гір у північній території Австралії.